# Ivica Horvat
Ivan "Ivica" Horvat (en serbio: Иван „Ивица“ Хорват; 16 de julio de 1926 – 27 de agosto de 2012) fue un futbolista internacional y entrenador croata. Jugó como defensa central, principalmente en el NK Dinamo Zagreb, donde desarrolló la mayoría de su carrera deportiva, y en el Eintracht Fráncfort, en el que jugó sus últimos años como futbolista. Fue internacional con la selección de Yugoslavia, con quien disputó dos Copas del Mundo y ganó una medalla de plata en los Juegos Olímpicos de 1952. Tras retirarse en 1961 inició su carrera como entrenador y dirigió a varios clubes de la Bundesliga.

## Carrera profesional

### Como jugador
Horvat jugó desde 1945 hasta 1957 en el NK Dinamo Zagreb, con quien disputó 507 partidos oficiales de liga. En 1957 fichó por el Eintracht Fráncfort, donde permaneció hasta el final de su carrera en 1961.
Fue internacional con el equipo nacional de Yugoslavia, al que representó desde 1946 hasta 1956 en 60 partidos. Participó en la Copa del Mundo de 1950 y 1954. En los cuartos de final de la Copa Mundial de 1954, los Plavi perdieron debido a un gol en propia puerta de Horvat con 0-1. Este gol lo marcó en el minuto 10 y fue el autogol más rápido en la historia de la Copa Mundial hasta 2006, cuando el paraguayo Carlos Gamarra contra Inglaterra lo hizo a los tres minutos.
También jugó con el equipo de Yugoslavia en los Juegos Olímpicos de 1952 en Helsinki y ganó la medalla de plata. En la final, Yugoslavia perdió ante la emergente Hungría de Ferenc Puskás, Sandor Kocsis y Zoltan Czibor, entre otros.

### Como entrenador
Su carrera como entrenador comenzó en 1961 hasta 1979. Al principio como asistente del Eintracht Fráncfort y se convirtió en primer entrenador del legendario Paul Oßwald en 1964. Pero en Frankfurt no convenció y fue despedido en 1965. Fue sucedido por Elek Schwartz.
En 1967 regresó al club donde alcanzó el éxito como jugador, el Dinamo Zagreb, con el que ganó la Copa de Ferias, el predecesor de la Copa de la UEFA, en 1967. Horvat llegó en los últimos partidos contra el Leeds United (2-0, 0-0) después de que el anterior técnico, Branko Zebec, abandonase el club.
Desde 1971 trabajó en la Bundesliga, esta vez para el FC Schalke 04, ganando la DFB-Pokal en 1972 y se convirtió en subcampeón de liga. En 1975 se trasladó al Rot-Weiss Essen y permaneció allí hasta septiembre de 1976.
En el comienzo de la 1978-79 Horvat volvió al Schalke, pero debido a los malos resultados del equipo y dolorosa derrota en un derbi ante el Bochum fue despedido en marzo. Fue entonces cuando Horvat terminó su carrera como entrenador.

## Palmarés
Como jugador
- Primera Liga de Yugoslavia: 1947-48, 1953-54[1]
- Copa de Yugoslavia: 1951[1]
- Bundesliga: 1959
- Plata en Juegos Olímpicos: 1952

Como entrenador
- Copa de Ferias: 1967
- DFB-Pokal: 1972